# Ascaro
Ascaro – włoski niszczyciel z początku XX wieku, uczestnik I wojny światowej, jedna z jedenastu jednostek typu Soldato. Pierwotnie zamówiona przez Chiny, jednak podczas budowy została pozyskana przez rząd Włoch. Okręt został zwodowany 6 grudnia 1912 roku w stoczni Ansaldo w Genui, a do służby w Regia Marina wszedł w lipcu 1913 roku. W 1921 roku jednostka została przeklasyfikowana na torpedowiec, a z listy floty została skreślona w maju 1930 roku.

## Projekt i budowa
Przyszły „Ascaro” został zamówiony w 1910 roku przez Rząd Chin. Okręt miał otrzymać nazwę „Tsing Po”, jednak przed ukończeniem budowy został na podstawie międzypaństwowego porozumienia nabyty przez Włochy. Jednostka była niemal identyczna jak niszczyciele budowane dla Regia Marina, z tym że miała przedni kocioł opalany paliwem płynnym, a dwa pozostałe węglem; projektowane uzbrojenie artyleryjskie składające się z dwóch dział kal. 76 mm i czterech dział kal. 47 mm zostało zmienione na identyczny zestaw jak na włoskich niszczycielach tego typu.
Okręt został zbudowany w stoczni Ansaldo w Genui. Stępkę niszczyciela położono w 1911 roku, został zwodowany 6 grudnia 1912 roku, a do służby w Regia Marina przyjęto go 21 lipca 1913 roku. Jednostka nosiła znaki taktyczne „AS” i „AO”.

## Dane taktyczno-techniczne
Okręt był niewielkim, pełnomorskim niszczycielem o długości całkowitej 65 metrów (64,4 metra na linii wodnej), szerokości 6,1 metra i zanurzeniu 2,1 metra. Wyporność normalna wynosiła 396 ton, a pełna 414 ton. Okręt napędzany był przez dwie czterocylindrowe maszyny parowe potrójnego rozprężania o łącznej projektowanej mocy 6000 KM (w praktyce maszyny osiągały większą moc – 6416 KM), do których parę dostarczały trzy kotły Thornycroft. Dwuśrubowy układ napędowy pozwalał osiągnąć prędkość 28,62 węzła. Okręt zabierał zapas 50 ton węgla i 34 tony mazutu, co zapewniało zasięg wynoszący 1000 Mm przy prędkości 12 węzłów (lub 400 Mm przy prędkości 24 węzłów).
Niszczyciel był uzbrojony w cztery pojedyncze działa dwunastofuntowe kal. 76 mm (3 cale) QF Ansaldo M1897 L/40. Masa działa wynosiła 625 kg, masa naboju 5,9 kg, kąt podniesienia lufy od -10 do +42°, prędkość wylotowa pocisku 674 m/s, donośność maksymalna 9850 metrów, a szybkostrzelność 15 strz./min. Uzbrojenie uzupełniały trzy pojedyncze wyrzutnie torped kal. 450 mm (17,7 cala), na jego pokładzie można było umieścić 10 min morskich. 
Załoga okrętu składała się z 3 oficerów oraz 52 podoficerów i marynarzy.

## Służba
1 lipca 1921 roku niszczyciel został przeklasyfikowany na torpedowiec. Jednostka służyła do 31 maja 1930 roku, kiedy została skreślona z listy floty.